# Гванца Кахаберидзе
Гванца (груз. გვანცა, ум. ок. 1263) — царица-консорт Грузии, третья жена царя Давида VII Улу, правившего в Грузии в 1245—1270 годах.
Гванца была дочерью Кахабера IV Кахаберидзе, эристави (князя) Рачи и Таквери, который выдал её замуж за князя Авага Мхаргрдзели, атабека и амирспасалара (верховного главнокомандующего) Грузии, от которого она родила дочь по имени Хвашак. После смерти Авага в 1250 году Гванца вновь вышла замуж в 1252 году, её супругом стал грузинский царь Давид VII, которому в 1259 году она родила сына, будущего царя Грузии Деметре II Самопожертвователя. Тем временем Хвашак росла под присмотром доверенного лица царя Сумбата Орбели или Садуна Манкабердели (в этом вопросе средневековые источники расходятся) и впоследствии была отдана в жёны Шамс ад-Дину Джувейни, сахиб-дивану (главному визирю) монгольских ильханов из династии Хулагуидов — Хулагу (1261—1265), Абаги (1265—1282) и Текудера (1282—1284).
В отличие от первой жены Давида VII, покойной Джигды-хатун, Гванца была в крайне плохих отношениях с влиятельным царским фаворитом Джикуром, церемониймейстером (местумре) Грузии. Недруги Джикура воспользовались этой враждой и обвинили его в измене перед царём, который приказал казнить его, утопив в реке Мтквари. Когда в 1260 году Давид VII организовал неудачное восстание против гегемонии Хулагуидов, Гванца была захвачена монголами и убита по приказу Хулагу в результате интриг соперничающих грузинских дворян.